# Semantischer Externalismus
Die sprachphilosophische These des semantischen Externalismus besagt, dass die Sprecherbedeutung eines Ausdrucks von Faktoren abhängen kann, die nicht sprecherintrinsisch sind.
So können zwei Sprecher im Hinblick auf ihre intrinsischen Eigenschaften identisch sein, sich dabei jedoch mit einem gegebenen Ausdruck auf unterschiedliche Dinge beziehen und insofern mit dem Ausdruck Unterschiedliches meinen.
In dieser Formulierung ist freilich noch nichts darüber gesagt, worin die intrinsischen (im Gegensatz zu den extrinsischen) Eigenschaften einer Sprecherin bestehen sollen. Diskussionswürdig bleiben zudem die Annahme, dass der Bezug (Denotation, Extension) eines Ausdrucks ein Teil seiner Bedeutung ist (vgl. Extension und Intension) sowie die Annahme, dass die Identität eines Ausdrucks mit unterschiedlichen Bezügen kompatibel ist. Es stellt sich darüber hinaus die Frage, wie die Sprecherbedeutung (und der Sprecherbezug) mit der Bedeutung (und dem Bezug) simpliciter zusammenhängen. Letztere Frage ist insbesondere deswegen von Bedeutung, da die semantische Externalismusthese nicht selten als These über die Bedeutung (oder den Bezug) simpliciter formuliert wird.

## Philosophiegeschichtlicher Ursprung
Als historischer Ursprung der These des semantischen Externalismus wird allgemein Hilary Putnams berühmtes Zwillingserde-Gedankenexperiment angesehen. Es soll zeigen, dass zwei „molekül-für-molekül“-identische Sprecher sich mit dem Ausdruck „Wasser“ auf chemisch völlig unterschiedliche Substanzen beziehen können. Das Gedankenexperiment geht von einem Planeten aus, der zur Erde fast komplett identisch ist. Die Gemeinsamkeiten zwischen der Erde und der „Zwillingserde“ gehen so weit, dass jeder Mensch auf der Erde ein Pendant auf der Zwillingserde hat, dessen qualitative Erlebnisse sich mit den seinigen decken. Der einzige Unterschied zwischen den beiden Planeten besteht in der chemischen Zusammensetzung der Flüssigkeit, die die Meere und Flüsse füllt, die zum Trinken und Waschen dient usw. Während diese Rollen auf der Erde von {\displaystyle H_{2}O} gespielt werden, werden sie auf der Zwillingserde von einer anderen Substanz, {\displaystyle XYZ}, gespielt. Putnams Gedankenexperiment soll das semantische Urteil unterstützen, dass sich ein Erdbewohner („Oscar“) mit dem Wort „Wasser“ auf {\displaystyle H_{2}O} bezieht, während sich sein Zwillingserd-Pendant („Twin-Oscar“) mit dem Wort „Wasser“ auf {\displaystyle XYZ} bezieht, und zwar ungeachtet der (als „Molekül-für-Molekül“-Identität verstandenen) intrinsischen Identität zwischen den beiden Sprechern. Es ist wichtig zu verstehen, dass dies bedeutet, dass die Bedeutung von „Wasser“ sich nicht in einer Definition wie „Die Flüssigkeit, die Meere und Flüsse füllt, die zum Trinken und Waschen taugt usw.“ erschöpft: Sowohl Erdbewohner als auch Zwillingserd-Bewohner akzeptieren die Definition. Hilary Putnam betont, dass der Unterschied zwischen den verschiedenen Sprecherbedeutungen auch in Bezug auf Erd-Zwillingserd-Sprecherpaare um das Jahr 1750, also vor der Entwicklung der modernen Wissenschaft der Chemie, festgestellt werden kann. Putnam fasst die These des Semantischen Externalismus mit dem Slogan „meanings just ain't in the head“ zusammen.
Es ist zu beachten, dass sich Putnam in seinem 1975 erschienenen Artikel auf das bereits einige Jahre früher publizierte Werk Naming and Necessity von Saul A. Kripke bezieht, in dem bereits eine kausale Theorie des Bezugs von Ausdrücken skizziert wurde, aus der der semantische Externalismus (zumindest als These über den Bezug von Ausdrücken verstanden) direkt folgt. Kripke wendet sich in seinem Buch gegen Kennzeichnungstheorien des Bezugs von Ausdrücken, also Theorien, nach denen sich der Bezug von „Wasser“ aus ebenjenen Definitionen wie „Die Flüssigkeit, die Meere und Flüsse füllt, die zum Trinken und Waschen taugt usw.“ ergibt. Für seine Argumente verwendet Kripke Gedankenexperimente, die Putnams Zwillingserde-Gedankenexperiment sehr ähnlich sind. Aus diesem Grund verwenden einige Philosophen für den semantischen Externalismus auch den Namen „Kripke-Putnam-Semantik“ oder „KP-Semantik“.

## Typen
Putnams Gedankenexperiment stützt einen Externalismus, nach dem die (kausal auf die Sprecherin einwirkende) mikrophysikalische Struktur der Umgebung der Sprecherin die Sprecherbedeutung ihrer Ausdrücke beeinflussen kann. Hier zeigt sich die nahe Verwandtschaft zwischen dem semantischen Externalismus und der kausalen Theorie des Bezugs: Ersterer (zumindest als These über den Bezug von Ausdrücken verstanden) ist eine Konsequenz aus letzterem.
Neben dem im „Zwillingserde“-Gedankenexperiment zum Tragen kommenden mikrophysikalischen Unterschieden wurden in der Fachdebatte auch soziale Faktoren in der Bestimmung von Sprecherbedeutung untersucht. Tyler Burge etwa hat mit einem Gedankenexperiment zu zeigen versucht, dass die Sprecherbedeutung eines Ausdrucks vom Sprachverhalten anderer Mitgliedern der Sprachgemeinschaft des Sprechers beeinflusst wird. Burges Gedankenexperiment etwa soll das semantische Urteil nahelegen, dass sich zwei intrinsisch identische Sprecher mit ihrem Ausdruck „Arthritis“ auf unterschiedliche Krankheitsbilder beziehen können. Der den Sprechern extrinsische Unterschied besteht bei Burge darin, dass im einen Fall die relevanten Fachleute der Sprachgemeinschaft den Ausdruck nur auf Gelenkbeschwerden anwenden, während sie ihn im anderen Fall auch auf andere Beschwerden anwenden.

## Argumente für den semantischen Externalismus
Das Hauptargument für den semantischen Externalismus basiert auf Putnams Gedankenexperiment (oder verwandten Gedankenexperimenten, siehe etwa Burges Gedankenexperiment zum sozialen Externalismus).
Ein anderes Argument (ebenfalls von Putnam) weist in seiner Hauptprämisse auf die intuitive Gleichheit der Bedeutung von „elm tree“ (Ulme) im Munde eines kompetenten Botanikers und im Munde einer Person hin, die (wie Putnam selbst) Ulmen (elm) von Buchen (beech) nicht unterscheiden kann.

## Argumente gegen den semantischen Externalismus
Nicht alle Philosophen haben sich von den Gedankenexperimenten überzeugen lassen. Einige bestreiten die These des Unterschiedes in der Sprecherbedeutung zwischen Erdling und Zwillingserdling rundheraus. Nach ihnen beziehen sich Erdling und Zwillingserdling auf das Gleiche mit „Wasser“, etwa {\displaystyle \{H_{2}O\vee XYZ\}}.
Eine andere Möglichkeit, am semantischen Internalismus auch im Licht der Gedankenexperimente festzuhalten, ist die Antwort, dass der Bezug eines Ausdrucks im Mund eines Sprechers auf komplexeren sprecher-intrinsischen Faktoren beruht als zunächst angenommen. Dazu gehören etwa Dispositionen der Selbstkorrektur im Licht von (unerwarteten) empirischen Daten oder im Licht der (unerwarteten) sprachlichen Dispositionen anderer Sprecher gehört. (Siehe Zweidimensionale Semantik.)
Gegen den Externalismus spricht nach Ansicht einiger Philosophen insgesamt, dass er die glückende Kommunikation verschiedener Sprecher mysteriös erscheinen lässt.

## Verwandte Thesen und Debatten
Neben dem semantischen Externalismus vertreten viele Philosophen einen Externalismus des mentalen Gehalts, nach welchem der Gehalt von Überzeugungen und anderen mentalen intentionalen Zuständen (etwa Hoffnung, Angst, Sorge) von Faktoren abhängt, die extrinsisch zum Träger des Zustands sind.
Der Externalismus des mentalen Gehalts spielt eine wichtige Rolle in der Philosophie des Geistes, in der Frage um die Möglichkeit von Wissen von einem selbst, sowie in der Diskussion des Skeptizismus. Der späte Hilary Putnam wurde dadurch unter anderem dazu bewegt, einen naiven Realismus zu verteidigen und den indirekten Realismus abzulehnen, der vor allem bei Russell von privaten, internen Sinnesdaten ausgeht, da (bewusste) Wahrnehmung als mentaler Akt unmittelbar in kausaler Verbindung zur externen Welt besteht. Eine solche bewusste, apperzeptive Wahrnehmung wird immer begrifflich erfasst, wodurch das wahrnehmende Wesen den Gegenstand erst erfasst und ihm erst bewusst wird, dass es den durch den Begriff bezeichneten Gegenstand sieht. Wenn der jeweilige Gegenstand nur dadurch gesehen werden kann und wenn gemäß dem semantischen Externalismus die Aneignung von Begriffen einen kausalen Kontakt zur und eine Interaktion mit der Umwelt erfordert, dann braucht es für die Wahrnehmung (zumindest die Wahrnehmung, die Erkenntnisse rechtfertigt) auch einen kausalen Kontakt zur Umwelt, also eine Geschichte der Sprachaneignung und des Sprachgebrauchs mit der Außenwelt. Die angeeigneten Begriffe, die sich auf Gegenstände der Außenwelt beziehen, setzen einen Austausch mit der Außenwelt voraus (und einen Austausch mit anderen Sprechern). Die Wortäußerungen eines Wesens ohne jeglicher Interaktion mit Wasser, der „Wasser ist H2O“ sagt, würden sich auf nichts beziehen und die Gedanken wären inhaltsleer, was mit dem Gedankenexperiment Zwillingserde plausibilisiert wird.
Ein naher Verwandter – oder eine Unterart – des Externalismus des mentalen Gehalts wird in der englischsprachigen Fachdebatte als „active externalism“ bezeichnet. Nach ihm realisieren sich bestimmte mentale oder kognitive Zustände oder Prozesse erst im Handeln, insbesondere im Handeln mittels externer Gegenstände.